# ザ・シーズ
ザ・シーズ（The Seeds）は、1965 年にカリフォルニア州ロサンゼルスで結成されたアメリカのサイケデリック、ガレージ・ロックバンドで、チャート最高位のシングル「 Pushin' Too Hard 」で最もよく知られている。

## 概要
バンドのオリジナルメンバーは、フロントマンのスカイ・サクソン、ギタリストのジャン・サヴェージ（本名バック・ジャン・リーダー）、キーボード奏者のダリル・フーパー、ドラマーのリック・アンドリッジであった。 1968年、バンドは名前をSky Saxon and the Seedsに変更し、サベージとアンドリッジがバンドを去った。彼らはさらにいくつかのシングルをリリースし続け、フーパーも1972年頃の解散直前に脱退した。
1989年、米国での少数のライブ日程のために再編成された。
2003年、サクソンはオリジナルのギタリスト、ジャン・サベージ（健康上の理由で同年ヨーロッパ・ツアーの途中で合流）と共にシーズを再結成した。さらに 2 枚のスタジオ アルバムをリリースし、バンドは2009年6月25日にサクソンが亡くなるまで、アメリカ、イギリス、ヨーロッパをツアーし続けた。

## ディスコグラフィー

### アルバム
- The Seeds (1966)
- A Web of Sound (1966)
- Future (1967)
- A Full Spoon of Seedy Blues (スカイ・サクソン・ブルース・バンドとして) (1967)
- Raw &amp; Alive: The Seeds in Concert at Merlin's Music Box (1968)
- Fallin' Off The Edge (1977)
- Bad Part of Town (1982)
- Evil Hoodoo (コンピレーション・アルバム) (1988)
- Travel with Your Mind (コンピレーション・アルバム) (1993)
- Flower Punk (Box Set) (1996年)
- Red Planet(2004)
- Back to the Garden(2008)
- Web of Sound (2014年)
- Raw & Alive (ライブ盤) (2014)